# Вакканай
Вакканай (яп. 稚内市 Вакканай-си) — город порт на острове Хоккайдо, административный центр округа Соя, самый северный город Японии. Айнское название города — Ямвакканай.
Площадь города составляет 760,89 км², население — 37 001 человек (30 июня 2014), плотность населения — 48,63 чел./км².
Город расположен на берегу пролива Лаперуза Охотского моря, который разделяет Хоккайдо с островом Сахалин. Основан город 1 апреля 1949 года.
Климат влажный, дождливый и ветреный, в год выпадает более 1100 мм осадков. Зимой осадки обычно в виде снега.
Города Южно-Сахалинск, Невельск и Корсаков — побратимы Вакканая. Порт часто посещается моряками из России.

## Климат
Климат Вакканая умеренный муссонный. Благодаря влиянию тёплого течения Куросио зимы здесь значительно мягче, чем в расположенном неподалёку Южно-Сахалинске, а также, чем в материковом Тернее, расположенном примерно на одной широте с Вакканаем. Однако всё же зимы здесь очень холодные по меркам Краснодара или Симферополя, которые находятся на той же географической широте. Интересно, что Вакканай находится на 90 девяносто километров ближе к Северному Полюсу, чем к экватору, при широте 45.4°, лето там самое прохладное из всех городов Японии, летние температуры несильно выше Южно-Сахалинских, абсолютный минимум температуры в Вакканае составил -31.9° и отмечался под конец зимы в феврале 1991 года, также один из самых низких по Японии кроме её горных метеостанций, существенно выше Фудзиямы (-38).
По классификации Кёппена в Вакканай влажный континентальный климат (Dfb).
| Показатель                         | Янв.  | Фев.  | Март  | Апр.  | Май  | Июнь | Июль | Авг. | Сен. | Окт.  | Нояб. | Дек.  | Год   |
| ---------------------------------- | ----- | ----- | ----- | ----- | ---- | ---- | ---- | ---- | ---- | ----- | ----- | ----- | ----- |
| Абсолютный максимум, °C            | 7,8   | 9,3   | 18,2  | 28,3  | 33,7 | 36,2 | 37,9 | 37,7 | 32,9 | 24,8  | 15,9  | 9,9   | 37,9  |
| Средний суточный максимум, °C      | −3,4  | −3,4  | 0,9   | 7,2   | 12,0 | 15,7 | 19,9 | 22,0 | 19,4 | 13,3  | 5,8   | 0,1   | 9,2   |
| Средняя температура, °C            | −5,5  | −5,7  | −1,5  | 4,4   | 8,7  | 12,4 | 16,8 | 19,2 | 16,4 | 10,5  | 3,2   | −2,1  | 6,4   |
| Средний суточный минимум, °C       | −7,7  | −8,2  | −4,2  | 1,7   | 5,8  | 9,7  | 14,4 | 16,7 | 13,5 | 7,5   | 0,6   | −4,4  | 3,8   |
| Абсолютный минимум, °C             | −30,5 | −31,9 | −28,3 | −17,9 | −7,1 | −0,1 | 4,1  | 1,6  | −4,9 | −17,3 | −27,7 | −29,9 | −31,9 |
| Норма осадков, мм                  | 98    | 68    | 54    | 55    | 71   | 65   | 93   | 112  | 126  | 130   | 128   | 123   | 1124  |
| Источник: Гонконгская обсерватория |       |       |       |       |      |      |      |      |      |       |       |       |       |

## Образование

### Высшее образование
Есть один частный университет — Университет Икуэйкан.

### Школы
Начальные школы (1—6 год обучения): Вакканай Тюо (稚内中央), Вакканай Минато (稚内港), Вакканай Минами (稚内南), Вакканай Хигаси (稚内東), Сиомигаока (潮見が丘), Коэтой (声問), Соя (宗谷), Омисаки (大岬), Томиисо (富磯).
Средние школы (7—9 год обучения): Вакканай Тюгакко (稚内), Вакканай Минами Тюгакко (稚内南), Вакканай Хигаси Тюгакко (稚内東), Соя Тюгакко (宗谷), Сиомигаока Тюгакко (潮見が丘).
Старшие школы (10—12 год обучения): Хоккайдо Вакканай Котогакко (北海道稚内高等学校) и частная школа Вакканай Отани Котогакко (稚内大谷高等学校).

## Транспорт
- JR Hokkaido — Станция Вакканай

Конечная станция главной линии Соя. Поезда следуют от Асахикава.
Соединён с Корсаковом паромной переправой.
В 10 км к востоку от города находится аэропорт (ИАТА: WKJ, ИКАО: RJCW).

## Вакканай в культуре и искусстве

### Фильмы
- Мальчик (1969)
- Антарктическая история (1983)
- Северные канарейки (2012)

### Аниме
- Honey and Clover (2004)

### Музыка
- Galileo Galilei "Вакканай"

## Галерея
- Вид на город Вакканай из парка Вакканай[англ.] (октябрь 2006 г.)
- Вид на окрестности станции Вакканай из номера отеля Surfeel Hotel Wakkanai[яп.] (ноябрь 2019 г.)
- Вид на окрестности отеля Surfeel Hotel Wakkanai[яп.] (май 2016 г.)
- Вакканайский маяк в 2006 году.
- Маяк мыса Соя[яп.], самый северный маяк Японии (октябрь 2006 г.)
- Паром "Анивамару" в порту Вакканай у северного куполообразного волнореза. Паромная переправа "Тихаку" соединяла Вакканай на Хоккайдо и Оодомари (ныне Корсаков) на Сахалине, пока не прекратил свою деятельность в 1945 году. Весной 1998 года возобновила свою деятельность паромная переправа Корсаков — Вакканай между двумя городами.
- Вакканайский суд первой инстанции (июнь 2017 г.)
- Мыс Соя (апрель 2015 г.)
- Станция Вакканай, самая северная железнодорожная станция Японии (август 2014 г.)
- Башня Молитвы (октябрь 2008 г.) (мемориал погибшим в авиакатастрофе южнокорейского «Боинга», сбитого советским истребителем)
- Музыкальный Монумент со словами песни «Соя-мисаки» (июнь 2008 г.)
- Памятник Жану-Франсуа де Лаперузу на мысе Соя (августа 2014 г.)
- Вакканайский городской молодёжный научный музей и Вакканайский городской общественный аквариум с холодным течением Носяппу (Самый северный общественный аквариум в Японии)
- АЗС Мыс Соя компании Idemitsu Kosan (сентябрь 2009) (Самая северная АЗС Японии)
- Памятник 100-летию города Вакканай (октябрь 2006 г.)
- Туристический центр Хоккайдо Соя Фуреай Парк (июнь 2017)
- Вакканайский Онсен «Дому» (октябрь 2006 г.)
- Старая военно-морская сторожевая башня на мысе Соя (июнь 2006 г.)
- Старая военно-морская сторожевая башня на мысе Соя использовавшаяся императорским флотом Японии для наблюдения за проливом во время русско-японской войны.
- Парк рыбного порта Эсандомари, мыс Ношаппу (апрель 2015 г.)
- Рынок Вакканай Фукуко[яп.] (июнь 2018 г.)
- Паромный терминал Вакканай (май 2008 г.)
- Аэропорт Вакканай[англ.] (июнь 2012 г.)
- Полицейский участок Вакканай[яп.], самый северный полицейский участок Японии (июнь 2017 г.)
- Городская библиотека Вакканай[яп.] (ноябрь 2009 г.)
- Самый северный магазин Японии «Кашивая», справа вы можете увидеть самый северный почтовый ящик Японии и торговый автомат (декабрь 2020 г.)
- Самая северная начальная школа Японии, Муниципальная начальная школа Омисаки города Вакканай[яп.] (октябрь 2006 г.)
- Самая северная неполная средняя школа Японии, Муниципальная средняя школа Соя города Вакканай[яп.] (октябрь 2006 г.)
- Почтовое отделение мыса Соя, самое северное почтовое отделение Японии (сентябрь 2009 г.)
- Штаб-квартира газеты Соя Симбун[яп.] (сентябрь 2016 г.)
- Отель Surfeel Hotel Wakkanai[яп.] (март 2010 г.)